# Öffentliche Sicherheit (Zeitschrift)
Das Fachmagazin Öffentliche Sicherheit (Untertitel: Das Magazin des Innenministeriums, anfänglich: Polizei-Rundschau) ist die offizielle Zeitschrift des österreichischen Bundesministeriums für Inneres. Es erscheint unter diesem Titel seit 1921 und ist damit eine der ältesten existierenden Fachzeitschriften auf dem Gebiet des Sicherheitswesens. Das Magazin erscheint sechsmal jährlich und hat eine Auflage von 15.000 Stück.
Zwischen 1869 und 1877 erschien in Wien eine Zeitschrift unter dem gleichlautenden Titel Oeffentliche Sicherheit : Organ für Gesetzgebung und Verwaltung in Bezug auf alle Gegenstände der Polizei und des Polizeistrafrechtes herausgegeben von Georg Lienbacher und Ferdinand von Lentner.